# Hypholoma brunneum
Hypholoma brunneum är en svampart som först beskrevs av George Edward Massee, och fick sitt nu gällande namn av D.A. Reid 1956. Hypholoma brunneum ingår i släktet Hypholoma och familjen Strophariaceae.   Inga underarter finns listade i Catalogue of Life.